# Reuth (Weisendorf)
Reuth ([ʁɔɪ̯t] ) ist ein Gemeindeteil des Marktes Weisendorf im Landkreis Erlangen-Höchstadt (Mittelfranken, Bayern). Reuth liegt in der Gemarkung Weisendorf.

## Geographie
Das Dorf liegt etwa 2 km südöstlich von Weisendorf und ist südlich und östlich vom Reuther Wald umgeben. Im Norden befindet sich Acker- und Grünland. Die Flur wird Mühlacker genannt. Eine Gemeindeverbindungsstraße führt nach Weisendorf zur Staatsstraße 2263 (2 km westlich) bzw. nach Reinersdorf zur Staatsstraße 2259 (1,5 km nördlich).

## Geschichte
Der Ort war ein Lehen des Hochstifts Bamberg. Durch Neurodung wurde Land gewonnen für einen Hof. Ursprünglicher Lehensträger waren die Herren von Maienthal. 1438 ging das Lehen an die Nürnberger Patrizier Rieter von Kornburg über, 1465 schließlich an das Rittergut Weisendorf. Nachdem die Schlossherren von Lauter 1722 ausgestorben waren, gelangte der Hof an das Hochstift Bamberg zurück. Neben dem Hof gab es ab dem 15. Jahrhundert noch zwei Güter, die dem bambergischen Amt Herzogenaurach unterstanden. Während des Dreißigjährigen Krieges wurde Reuth völlig zerstört. 1764 wurde der Hof zerschlagen.
Gegen Ende des 18. Jahrhunderts gab es in Reuth 8 Anwesen (1 Wirtshaus, 7 Sölden). Das Hochgericht übte das bambergische Centamt Herzogenaurach aus. Das Amt Herzogenaurach war Dorf- und Gemeindeherr sowie Grundherr sämtlicher Anwesen.
Im Rahmen des Gemeindeedikts wurde Reuth dem 1811 gebildeten Steuerdistrikt Hammerbach zugewiesen. 1818 gehörte es zur neu gebildeten Ruralgemeinde Reinersdorf, wurde aber bereits am 16. Januar 1825 in die Ruralgemeinde Hammerbach umgemeindet.
Im Jahr 1956 wurde das Dorf, nachdem Hammerbach eine Abfindung von 8600 DM erhalten hatte, mit seinen 62 Einwohnern von Hammerbach nach Weisendorf umgegliedert.

## Einwohnerentwicklung
| Jahr      | 001818 | 001861 | 001871 | 001885 | 001900 | 001925 | 001950 | 001961 | 001970 | 001987 | 002007 | 002010 | 002019 |
| Einwohner | 44     | 61     | 62     | 68     | 57     | 64     | 81     | 63     | 53     | 170    | 224    | 226    | 209    |
| Häuser    | 7      |        |        | 13     | 12     | 11     | 12     | 12     |        | 45     |        |        |        |
| Quelle    | [ 10 ] | [ 11 ] | [ 12 ] | [ 13 ] | [ 14 ] | [ 15 ] | [ 16 ] | [ 17 ] | [ 18 ] | [ 19 ] | [ 20 ] |        | [ 1 ]  |

## Religion
Der Ort war ursprünglich katholisch. Heute sind die Einwohner evangelisch-lutherischer Konfession nach Weisendorf gepfarrt, die römisch-katholischen Einwohner sind nach St. Josef (Weisendorf) gepfarrt.